# 奨忠洞
奨忠洞 （チャンチュンドン、朝：장충동）は、ソウル特別市中区にある行政洞。
なお、同名の法定洞については「奨忠洞 (法定洞)」を参照すること。

## 概要
奨忠洞は中区中部に位置している行政洞である。南は区境になっており、龍山区に接している。北は同じ区内の光熙洞、北東は新堂洞、東は茶山洞、西は筆洞にそれぞれ接している。

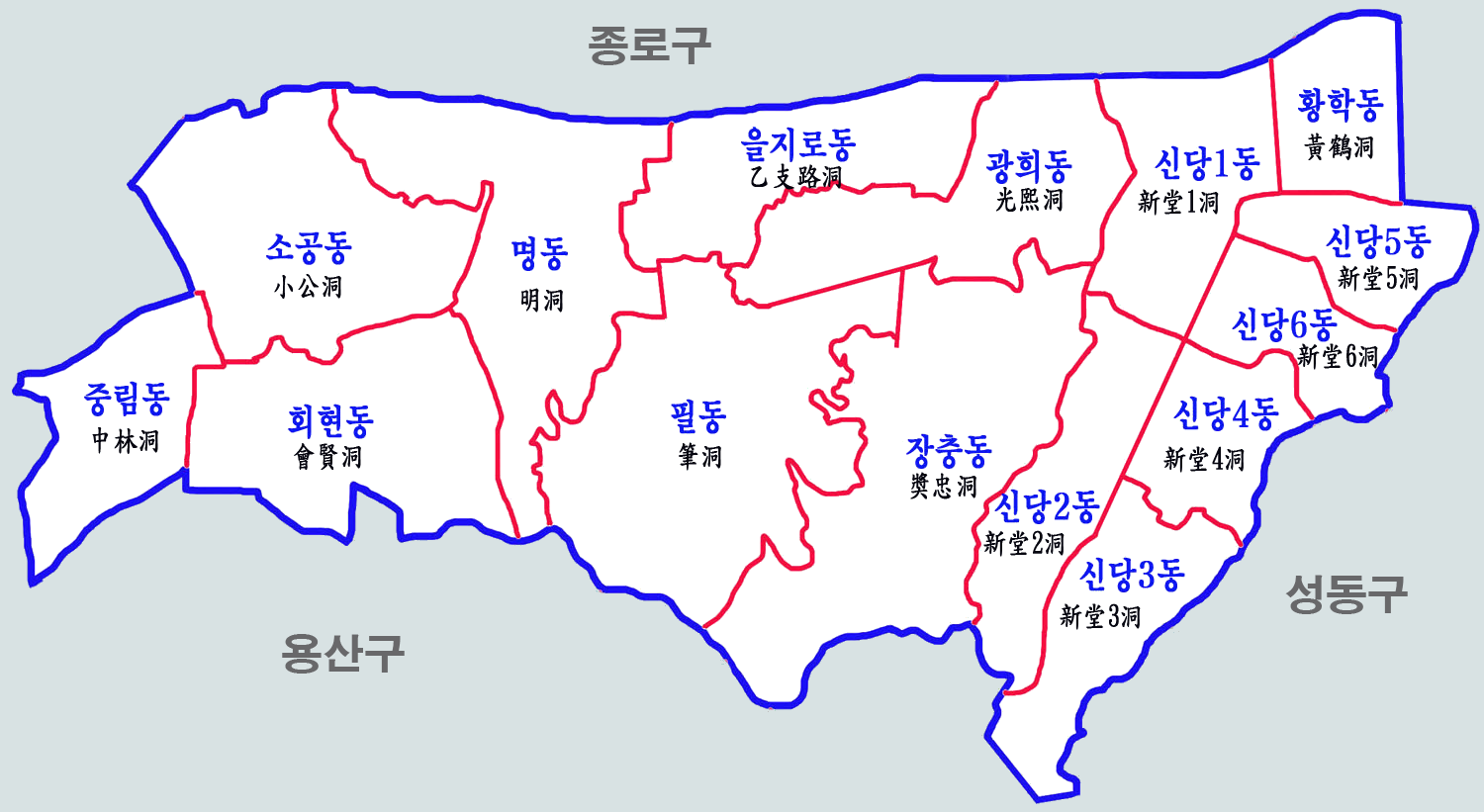
中区の行政洞

## 法定洞
管轄の法定洞は以下のとおりである。
- 墨井洞 （ムクチョンドン、묵정동）
- 奨忠洞1街 （チャンチュンドンイルガ、장충동1가）
- 奨忠洞2街 （チャンチュンドンイガ、장충동2가）

## 観光・憩い
- 奨忠壇公園

## 交通
- 水標橋